# August-Wilhelm Miete
August Wilhelm Miete, né le 1er novembre 1908 et mort le 9 août 1987, est un criminel de guerre, membre du parti nazi et un SS-Scharführer (équivalent de sergent-chef). Il participa à l'Aktion T4 et intégra en 1942 le personnel SS du camp d'extermination de Treblinka.

## Biographie
Il nait en 1908 à Westerkappeln en Allemagne. 
Il travaille à la ferme avec son frère. 
En 1940 il adhère au parti nazi, puis  accepte l'offre de la chambre d'agriculture de Münster  pour travailler dans une ferme rattachée à l'institut d'euthanasie de Grafeneck de mai 1940 à octobre 1941. 
Il rejoint ensuite l'institut d'euthanasie d'Hadamar où il enlève les cadavres des chambres à gaz et leur arrache les dents en or. 
À la fin de juin 1942, il est transféré à Treblinka où il a la charge du lazarett ou de l'hôpital, secteur du camp où sont amenés tous les vieillards, malades et infirmes dès la descente des wagons et qui sont abattus sur place par Miete, la plupart du temps d'une balle dans la nuque. 
Il abattait de la même manière tous les Juifs qu'il jugeait trop faibles parmi ceux sélectionnés pour travailler au camp dans les sonderkommandos. Parfois il leur demandait de se mettre nus avant d'être abattus. Surnommé l'ange de la mort, il fit preuve d'une cruauté sadique sans limites.
En octobre 1943 lorsque le camp est démantelé, August Miete est envoyé à Trieste, comme beaucoup de membres du personnel SS des camps de l'Aktion Reinhard. 
Arrêté  par les Américains après guerre, il est relâché et travaille dans l'entreprise agricole familiale, puis en 1950 dirige un établissement financier à Lotte. 
Le 27 mai 1960 il est arrêté et écroué à Düsseldorf. Au procès de Treblinka il est reconnu coupable d'avoir participé à l'assassinat de 300 000 personnes et est condamné le 3 janvier 1965 à la prison à vie. On ignore quand il est relâché. Il meurt le 9 aoüt 1987 dans maison qu'il possédait près d'Osnabrück.